# Захорска Вес
Захорска Вес (слч. Záhorská Ves) насељено је мјесто са административним статусом сеоске општине (слч. obec) у округу Малацки, у Братиславском крају, Словачка Република.

## Становништво
| Година:    | 1994. | 2004.    | 2014.    | 2024.   |
| ---------- | ----- | -------- | -------- | ------- |
| Број људи: | 1455  | 1625     | 1825     | 1882    |
| Разлика:   |       | +11,68 % | +12,30 % | +3,12 % |

| Година:    | 2023. | 2024.   |
| ---------- | ----- | ------- |
| Број људи: | 1854  | 1882    |
| Разлика:   |       | +1,51 % |

Према подацима о броју становника из 2024. године насеље је имало 1882 становника.